# Wspólnota administracyjna Dolmar
Wspólnota administracyjna Dolmar (niem. Verwaltungsgemeinschaft Dolmar) – dawna wspólnota administracyjna w Niemczech, w kraju związkowym Turyngia, w powiecie Schmalkalden-Meiningen. Siedziba wspólnoty znajdowała się w miejscowości Schwarza.
1 stycznia 2012 wspólnota została połączona ze wspólnotą Salzbrücke tworząc nową wspólnotę Dolmar-Salzbrücke.
Wspólnota administracyjna zrzeszała sześć gmin wiejskich: 
1. Christes
2. Dillstädt
3. Kühndorf
4. Rohr
5. Schwarza
6. Utendorf